# Памятник 25-летию Победы (Лёкёчён)
Памятник, посвященный 25-летию Победы в Великой Отечественной войне (1941—1945 гг.) — памятник в селе Лёкёчён, посвящённый участникам Великой Отечественной войны. Является объектом культурного наследия местного (муниципального) значения.

## Общее описание
Расположен по адресу: Республика Саха (Якутия), Вилюйский улус (район), Лёкёчёнский наслег, с. Лёкёчён, ул. Центральная, 36. Был открыт в 1970 году.
Памятник состоит из:
- Обелиск бетонный;
- Постамент бетонный;
- Основание бетонное;
- Памятная табличка металлическая;
- Пятиконечная звезда листовая[1].

## Фото
- Яндекс фото Архивная копия от 6 сентября 2021 на Wayback Machine